# Carl Eugen Öfverberg

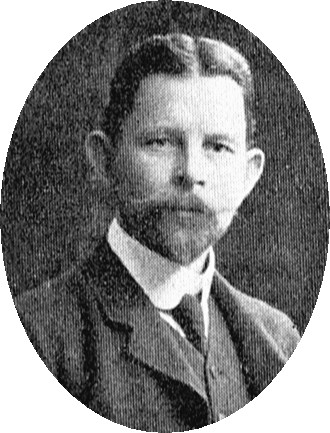
Carl Öfverberg.

Carl Eugen Öfverberg, född 16 januari 1866 i Visby, död 16 februari 1922 i Stockholm, var en svensk byggnadsingenjör och byggmästare.

## Biografi
Öfverberg kom på 1880-talet till Stockholm och genomgick Byggnadsyrkesskolan åren 1886 till 1889. Han godkändes den 4 oktober 1899 av Stockholms byggnadsnämnd att få uppföra byggnader i Stockholm. Han byggde bland annat tre stadsvillor i Lärkstaden: Tofslärkan 9, Tofslärkan 12 och Trädlärkan 3. Den senare restes 1909–1910 för arkitekten Thor Thorén som dennes egen bostad.
Bland andra byggnadsarbeten märks:
- Morkullan 24, Surbrunnsgatan 8 (1897-1898)
- Italien större 3-7, Regeringsgatan 82, 84, 86 (1902-1906)
- Fabriksbyggnader i Älvsjö och Gröndal (1906)
- Sankt Görans kyrka (1907-1909)
- Kolgårdsanläggningen med ekonomibyggnader vid Värtan (1911)

Carl Eugen Öfverberg var gift med Nanny Johanna Götilda (1864–1959). Båda är begravda på Skogskyrkogården i Stockholm.

### Arbeten i urval

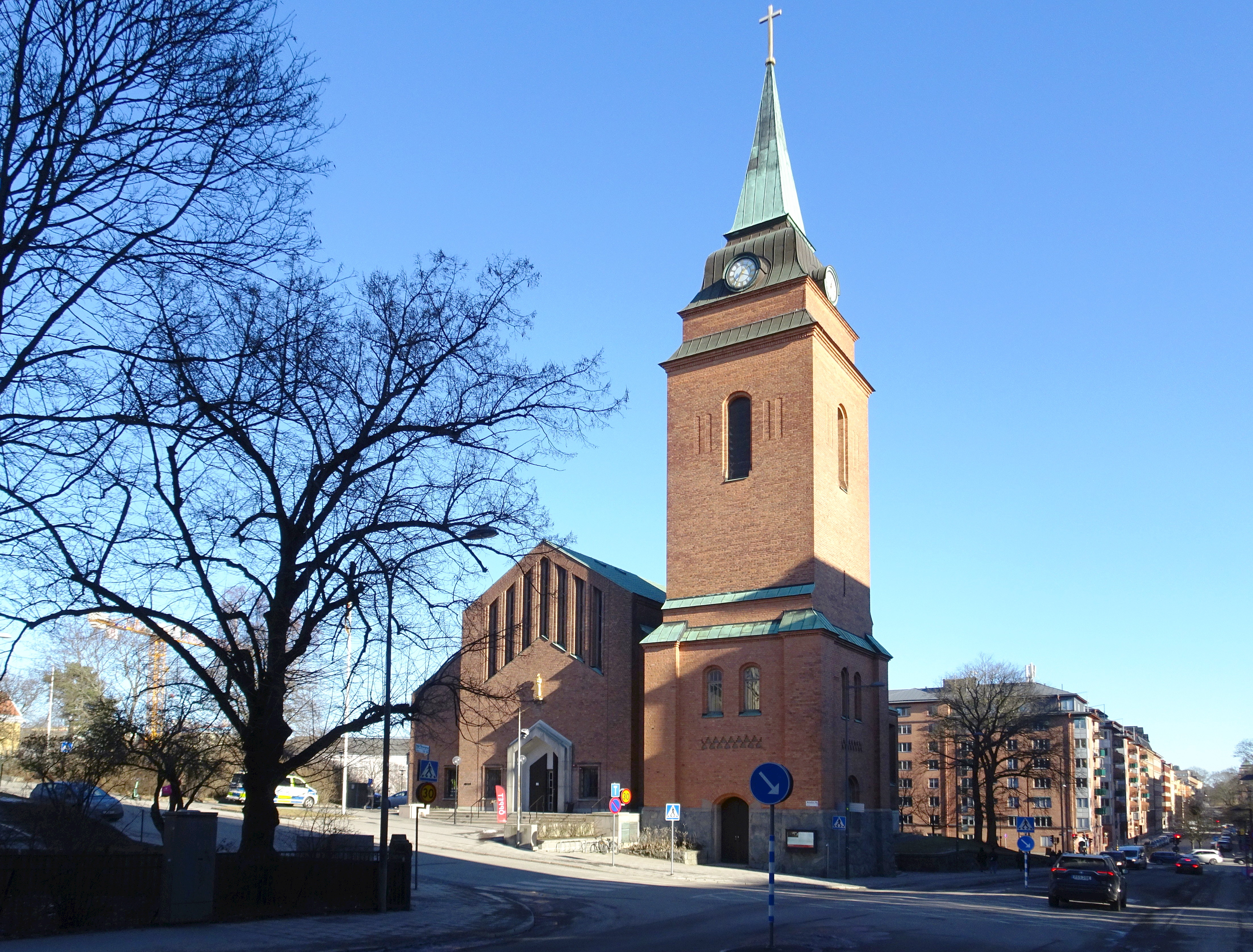
Sankt Görans kyrka.
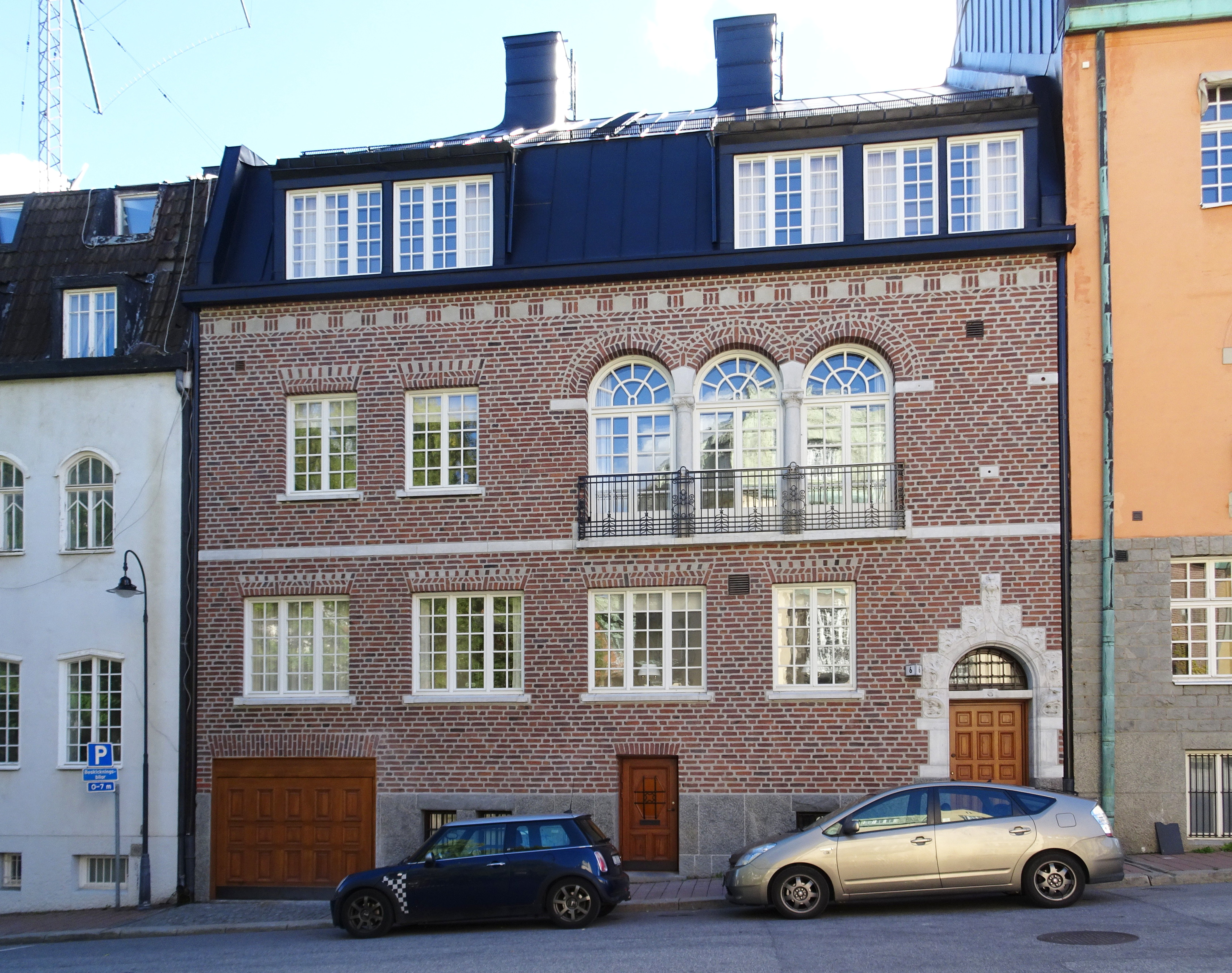
Trädlärkan 3.
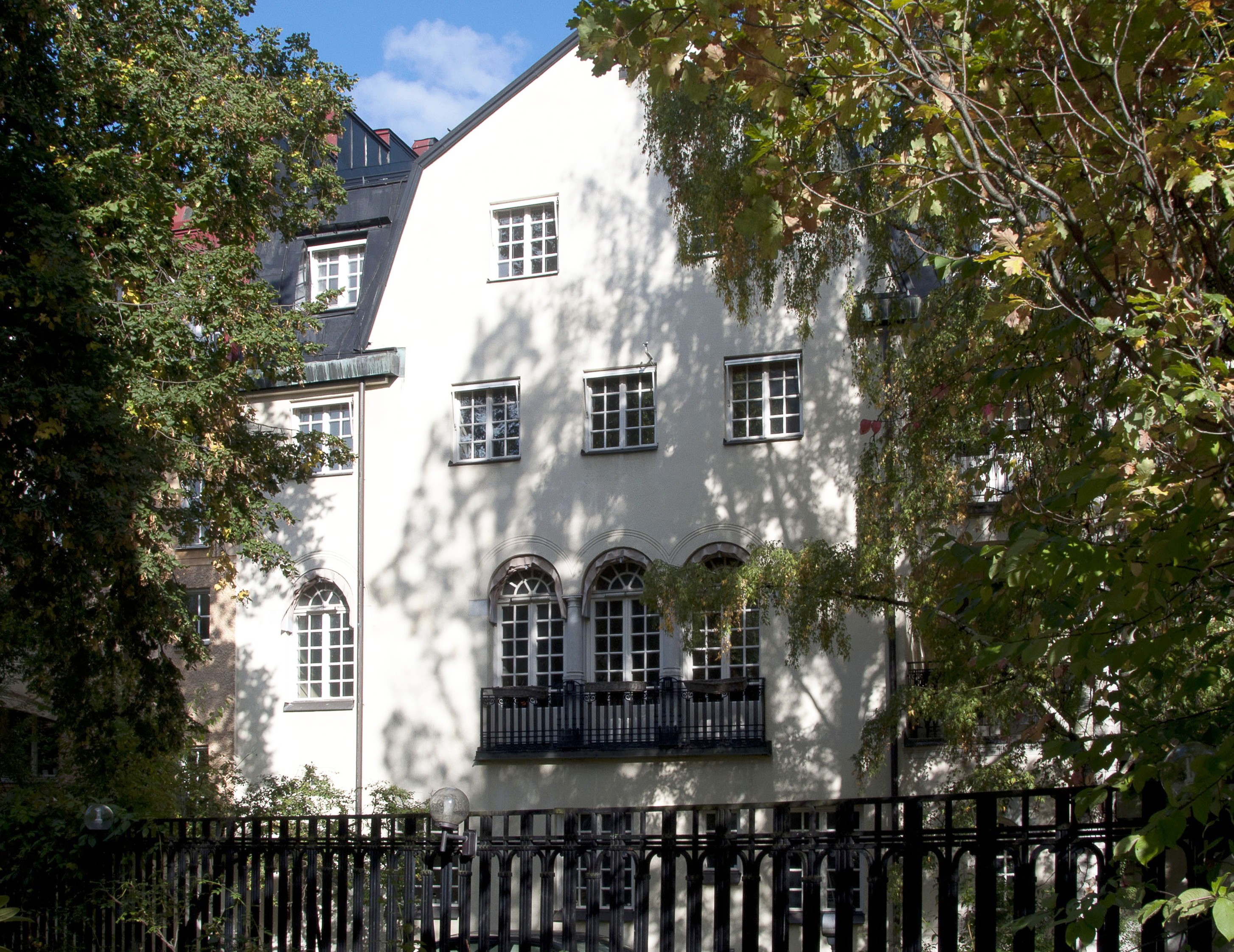
Tofslärkan 9.
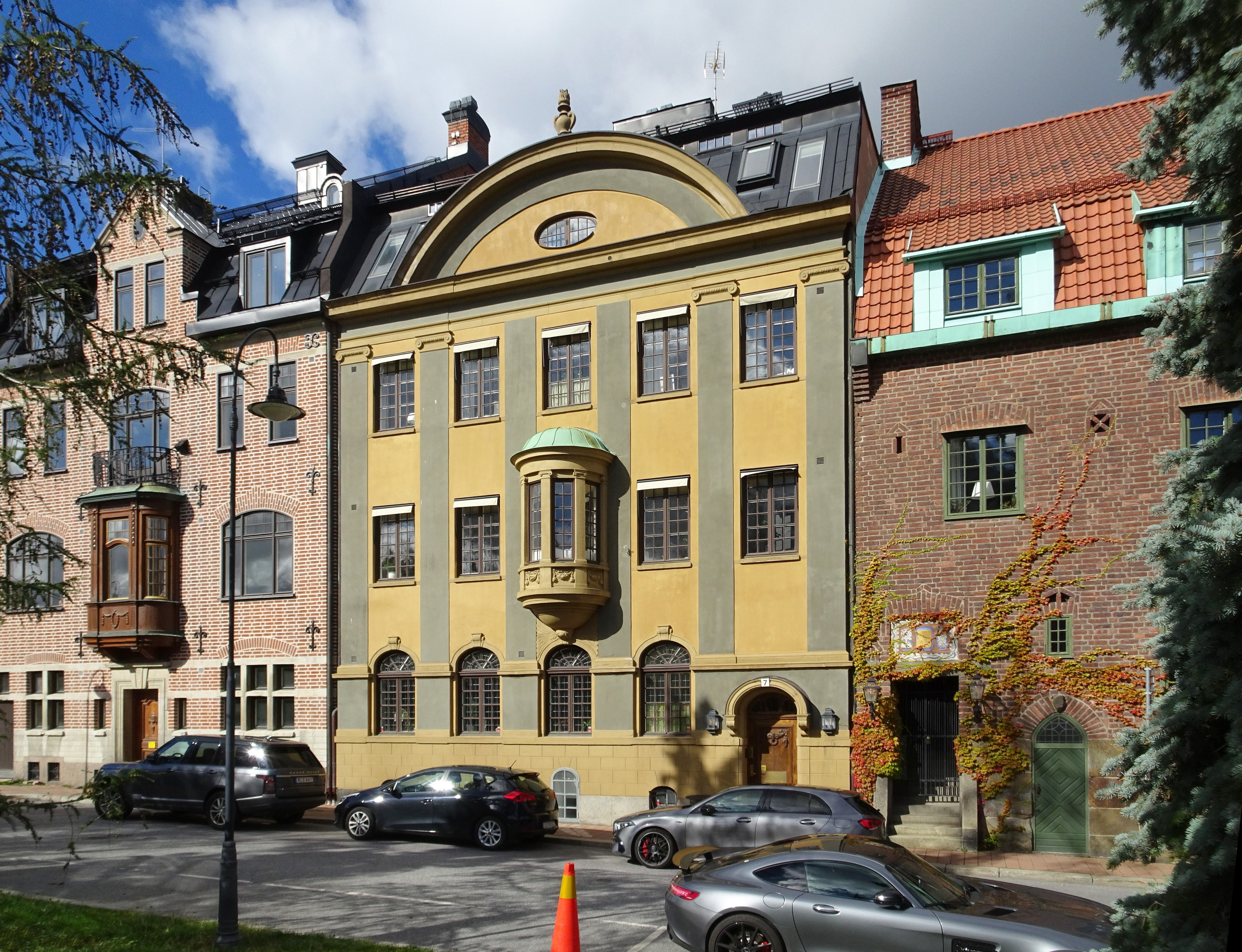
Tofslärkan 12.